# Leonardo Realpe
Leonardo Javier Realpe Montaño (Quinindé, 26 febbraio 2001) è un calciatore ecuadoriano, difensore del Famalicão.

## Statistiche

### Presenze e reti nei club
Statistiche aggiornate al 16 maggio 2025.
| Stagione             | Squadra                 | Campionato           | Campionato | Campionato | Coppe nazionali | Coppe nazionali | Coppe nazionali | Coppe continentali | Coppe continentali | Coppe continentali | Altre coppe | Altre coppe | Altre coppe | Totale | Totale |
| Stagione             | Squadra                 | Comp                 | Pres       | Reti       | Comp            | Pres            | Reti            | Comp               | Pres               | Reti               | Comp        | Pres        | Reti        | Pres   | Reti   |
| -------------------- | ----------------------- | -------------------- | ---------- | ---------- | --------------- | --------------- | --------------- | ------------------ | ------------------ | ------------------ | ----------- | ----------- | ----------- | ------ | ------ |
| 2019                 | Independiente del Valle | A                    | 7          | 0          | CE              | 2               | 0               | CS                 | 1                  | 0                  | -           | -           | -           | 10     | 0      |
| 2020                 | RB Bragantino           | A1/SP+A              | 2+6        | 0          | CB              | 0               | 0               | -                  | -                  | -                  | -           | -           | -           | 8      | 0      |
| 2021                 | RB Bragantino           | A1/SP+A              | 5+8        | 0          | CB              | 0               | 0               | CS                 | 0                  | 0                  | -           | -           | -           | 13     | 0      |
| 2022                 | RB Bragantino           | A1/SP+A              | 4+8        | 1+0        | CB              | 0               | 0               | CL                 | 1                  | 0                  | -           | -           | -           | 13     | 1      |
| 2023                 | RB Bragantino           | A1/SP+A              | 5+21       | 0          | CB              | 1               | 0               | CS                 | 3                  | 0                  | -           | -           | -           | 30     | 0      |
| gen.-ago. 2024       | RB Bragantino           | A1/SP+A              | 7+1        | 0          | CB              | 0               | 0               | CL+CS              | 0                  | 0                  | -           | -           | -           | 8      | 0      |
| Totale RB Bragantino | Totale RB Bragantino    | Totale RB Bragantino | 23+44      | 1+0        |                 | 1               | 0               |                    | 4                  | 0                  |             | -           | -           | 72     | 1      |
| 2024-2025            | Famalicão               | PL                   | 5          | 0          | CP+CdL          | 0               | 0               | -                  | -                  | -                  | -           | -           | -           | 5      | 0      |
| Totale carriera      | Totale carriera         | Totale carriera      | 79         | 1          |                 | 3               | 0               |                    | 5                  | 0                  |             | -           | -           | 87     | 1      |

### Cronologia presenze e reti in nazionale
| Cronologia completa delle presenze e delle reti in nazionale ― Ecuador | Cronologia completa delle presenze e delle reti in nazionale ― Ecuador | Cronologia completa delle presenze e delle reti in nazionale ― Ecuador | Cronologia completa delle presenze e delle reti in nazionale ― Ecuador | Cronologia completa delle presenze e delle reti in nazionale ― Ecuador | Cronologia completa delle presenze e delle reti in nazionale ― Ecuador | Cronologia completa delle presenze e delle reti in nazionale ― Ecuador | Cronologia completa delle presenze e delle reti in nazionale ― Ecuador |
| Data                                                                   | Città                                                                  | In casa                                                                | Risultato                                                              | Ospiti                                                                 | Competizione                                                           | Reti                                                                   | Note                                                                   |
| ---------------------------------------------------------------------- | ---------------------------------------------------------------------- | ---------------------------------------------------------------------- | ---------------------------------------------------------------------- | ---------------------------------------------------------------------- | ---------------------------------------------------------------------- | ---------------------------------------------------------------------- | ---------------------------------------------------------------------- |
| 20-6-2023                                                              | Chester                                                                | Ecuador                                                                | 3 – 1                                                                  | Costa Rica                                                             | Amichevole                                                             | -                                                                      | 79’                                                                    |
| 12-9-2023                                                              | Quito                                                                  | Ecuador                                                                | 2 – 1                                                                  | Uruguay                                                                | Qual. Mondiali 2026                                                    | -                                                                      | 70’                                                                    |
| 21-3-2024                                                              | Harrison                                                               | Ecuador                                                                | 2 – 0                                                                  | Guatemala                                                              | Amichevole                                                             | -                                                                      |                                                                        |
| Totale                                                                 |                                                                        | Presenze                                                               | 3                                                                      |                                                                        | Reti                                                                   | 0                                                                      |                                                                        |

## Palmarès

### Competizioni internazionali
- Coppa Sudamericana: 1

Independiente del Valle: 2019